# 25 صفر
- السبت
- الأحد
- الاثنين
- الثلاثاء
- الأربعاء
- الخميس
- الجمعة

- 283 أغسطس 2024
- 294 أغسطس 2024
- 15 أغسطس 2024
- 26 أغسطس 2024
- 37 أغسطس 2024
- 48 أغسطس 2024
- 59 أغسطس 2024
- 610 أغسطس 2024
- 711 أغسطس 2024
- 812 أغسطس 2024
- 913 أغسطس 2024
- 1014 أغسطس 2024
- 1115 أغسطس 2024
- 1216 أغسطس 2024
- 1317 أغسطس 2024
- 1418 أغسطس 2024
- 1519 أغسطس 2024
- 1620 أغسطس 2024
- 1721 أغسطس 2024
- 1822 أغسطس 2024
- 1923 أغسطس 2024
- 2024 أغسطس 2024
- 2125 أغسطس 2024
- 2226 أغسطس 2024
- 2327 أغسطس 2024
- 2428 أغسطس 2024
- 2529 أغسطس 2024
- 2630 أغسطس 2024
- 2731 أغسطس 2024
- 281 سبتمبر 2024
- 292 سبتمبر 2024
- 303 سبتمبر 2024
- 14 سبتمبر 2024
- 25 سبتمبر 2024
- 36 سبتمبر 2024

25 صَفَر أو 25 صَفَر الخير أو 25 صَفَر المُظفَّر أو يوم 25 \ 2 (اليوم الخامس والعشرين من الشهر الثاني) هو اليوم الخامس والخمسين من أيَّام السنة وفق التقويم الهجري القمري (العربي). يبقى بعده 299 أو 300 يومًا لانتهاء السنة.

## أحداث
- 230هـ - الأندلسيون بقيادة محمد بن رستم ينتصرون على الأسطول النورماندي الذي غزا شواطئ الأندلس، في معركة قرب إشبيلية، قتل فيها من النورمانديين زهاء الألف وأسر زهاء الأربعمائة، وأحرق من سفنهم ثلاثون سفينة.
- 1074هـ - العثمانيون يفتحون قلعة نوهزل النمساوية على يد أحمد كوبريللي باشا، وكان لسقوطها دويٌّ هائل في أوروبا.
- 1253هـ - الأمير عبد القادر والجنرال توماس روبير بيجو يوقعان معاهدة تافنة ممثلًا للجيش الفرنسي وذلك بعد مجموعة من الانتصارات الجزائرية على الفرنسيين، وقد نصت المعاهدة على أن يعترف الأمير عبد القادر بسيادة الإمبراطورية الفرنسية في أفريقيا بمقابل تنازلها عن ما يقرب من ثلثي الجزائر لصالح «إمارة الجزائر».
- 1328هـ - السياسي المصري العثماني محمد فريد بك يصدر جريدة «العلم» التي تولى إدراتها «إسماعيل حافظ»، وقد تعرضت هذه الجريدة للتعطيل أكثر من مرة من السلطات بسبب مواقفها الوطنية حتى تم تعطيلها نهائيًا بعد سنتين.
- 1335هـ - الجيش البريطاني يستولي على مدينة غزة الفلسطينية من العثمانيين، بعد ما قاموا بمد خط سكة حديد وخط أنابيب مياه في سيناء للتغلب على صعوبة الطقس ووعورة التضاريس، وذلك بعد أن خسروا معركتين في غزة أمام العثمانيين.
- 1336هـ - المملكة المتحدة تحتل القدس بعد تراجع الجيش العثماني وانسحابه أمامها، أثناء أحداث الحرب العالمية الأولى على الجبهة العربية.
- 1364هـ - الرئيس السوري شكري القوتلي يقوم بأول زيارة رسمية للمملكة العربية السعودية.
- 1376هـ - جبهة التحرير الوطني الجزائرية تقوم بأولى عمليات التفجير في مقاه أوروبية في الجزائر العاصمة وذلك أثناء ثورة التحرير الجزائرية.
- 1383هـ - اعتقالات واسعة في صفوف الاتحاد الوطني للقوى الشعبية بالمغرب بتهمة الضلوع في محاولة انقلابية ضد الملك الحسن الثاني.
- 1385هـ - خلع حاكم إمارة الشارقة الشيخ صقر بن سلطان القاسمي، وتولي الشيخ خالد بن محمد القاسمي حكم الإمارة مكانه.
- 1416هـ - المملكة المتحدة ترسل 1200 جندي من قواتها إلى سراييفو المحاصرة.
- 1420هـ - الأميرة رانيا العبد الله تتوج ملكة على المملكة الأردنية الهاشمية وذلك في يوم احتفال الملك عبد الله الثاني بتتويجه على العرش.
- 1423هـ - تحطم طائرة مصر للطيران الرحلة رقم 843 بعد اصطدامها بجبل أثناء هبوطها في مطار تونس قرطاج الدولي.
- 1430هـ - الرئيس الإسرائيلي شمعون بيريز يكلف رئيس حزب الليكود بنيامين نتنياهو بتشكيل الحكومة الجديدة وذلك بعد الانتخابات التي أجريت قبل نحو 10 أيام.
- 1436هـ - مجلة ذي إيكونومست البريطانية تختار تونس لنجاحها في انتقالها الديمقراطي.
- 1438هـ - تصادم قطارين في محافظة سمنان الإيرانية يسفر عن وفاة 45 شخص على الأقل وإصابة 103 آخرين.
- 1445هـ - العاصفة دانيال تضرب شمال وشرق ليبيا وتقتل المئات والأمطار تغمر مدن عديدة في البلاد.

## مواليد
- 1333هـ - السيد بدير، مخرج ومؤلف وممثل مصري.
- 1334هـ - عبد اللطيف فتحي، ممثل سوري.
- 1343هـ - محمد بن عزوز حكيم، مؤرخ مغربي.
- 1361هـ - ليلى طاهر، ممثلة مصرية.
- 1363هـ - محمد بن نبهان المصري، قارئ وعالم بالقراءات سوري استقر في مكة.
- 1364هـ -
  - جعفر مرتضى العاملي، رجل دين شيعي ومؤرخ لبناني.
  - يوسف فوزي، ممثل مصري.
- 1378هـ - ياسر برهامي، داعية سلفي مصري نائب رئيس الدعوة السلفية بالإسكندرية.
- 1379هـ - محمد بن نايف بن عبد العزيز آل سعود، ولي العهد السعودي نائب رئيس مجلس الوزراء ووزير الداخلية.
- 1383هـ - سهى عرفات، زوجة رئيس السلطة الوطنية الفلسطينية ياسر عرفات.
- 1385هـ - تغريد فهمي، ممثلة مصرية.
- 1386هـ - سيمون، ممثلة ومغنية مصرية.
- 1391هـ - سعد مينه، ممثل سوري.
- 1394هـ - وسام صباغ، ممثل ومذيع لبناني.
- 1401هـ - شريف رمزي، ممثل مصري.

## وفيات
- 356هـ - سيف الدولة الحمداني، مؤسس الدولة الحمدانية.
- 1163هـ - محمد بن عبد الرحمن العفالقي، فقيه حنبلي وفَلَكي نجدي.
- 1187هـ - علي بك الكبير، مملوكي حكم القاهرة كشيخ البلد في العهد العثماني.
- 1340هـ - أحمد رضا خان، عالم مسلم صوفي مؤسس فرقة البريلوية.
- 1346هـ - سعد زغلول، رئيس وزراء مصر.
- 1362هـ - علي الدقر، أحد أبرز علماء السنة في سوريا.
- 1391هـ - علوي بن عباس المالكي، أحد أئمة المسجد الحرام سابقاً.
- 1429هـ - ياسين إسماعيل ياسين، مخرج مصري.
- 1436هـ - محمد البسطاوي، ممثل مغربي.

## وصلات خارجية
- موقع قصة الإسلام: حدث في شهر صفر.